# Empis leucotricha
Empis leucotricha är en tvåvingeart som beskrevs av Collin 1960. Empis leucotricha ingår i släktet Empis och familjen dansflugor. Inga underarter finns listade i Catalogue of Life.